# イカ石
イカ石（イカせき、ikaite）、もしくはイカアイトは、鉱物（炭酸塩鉱物）の一種。化学組成は CaCO3·6H2O（炭酸カルシウム6水和物）、結晶系は単斜晶系。
準安定状態でのみ存在し、氷温水から取り出すと速やかに分解する。通常は仮晶の形で観察される。

## 産出地
希産鉱物ではないかと思われているが、それはサンプルの保存の難しさに起因すると思われる。
自然界では、デンマークの鉱物学者 Hans Pauly により、グリーンランド南西部のイカ・フィヨルド（Ikka fjord、当時は Ika と綴られていた）で最初に発見された。氷晶石の鉱床で有名なイヴィットゥーに近い。ここではイカ石は、フィヨルドの海底から水面に向かって伸びる壮大なタワーとなっている。これらは波の力や、ボートとの衝突などで折れることがある。イカフィヨルドにおいては、イカ石のタワーは海底の湧水によって生成されると考えられている。これは炭酸イオン、炭酸水素イオンに富み、フィヨルドの海底から泉のように湧出する。そして、カルシウムに富むフィヨルドの海水に出会って反応する。
イカ石は他にも、高緯度地域の海底地層から発見されている。南極のブランスフィールド海峡、東シベリアのオホーツク海、サハリン沖、カナダブリティッシュコロンビアのサーニッチ入江、さらにコンゴ沖の海底扇状地からも発見されている。日本では、北海道足寄町の石灰華半ドーム「シオワッカ」から湧出する冷泉において冬の間のみ生成される（陸上におけるイカ石の生成は、ここを含めて世界に二カ所しか確認されていない）。おそらく全世界に分布していると思われる。最近の発見は、Dieckmannらによって報告された。数百㎛サイズのイカ石粒子が、南極のウェッデル海の氷山や、アデリーランド沖の定着氷などに含まれていた。また、イカ石の結晶は、地層中で肉眼的なサイズまで成長することがあり、しばしば特有の形態を示す。海底地層のイカ石は、冷水湧出帯と関係があるという強い証拠がある。

## 性質・特徴

### 構造

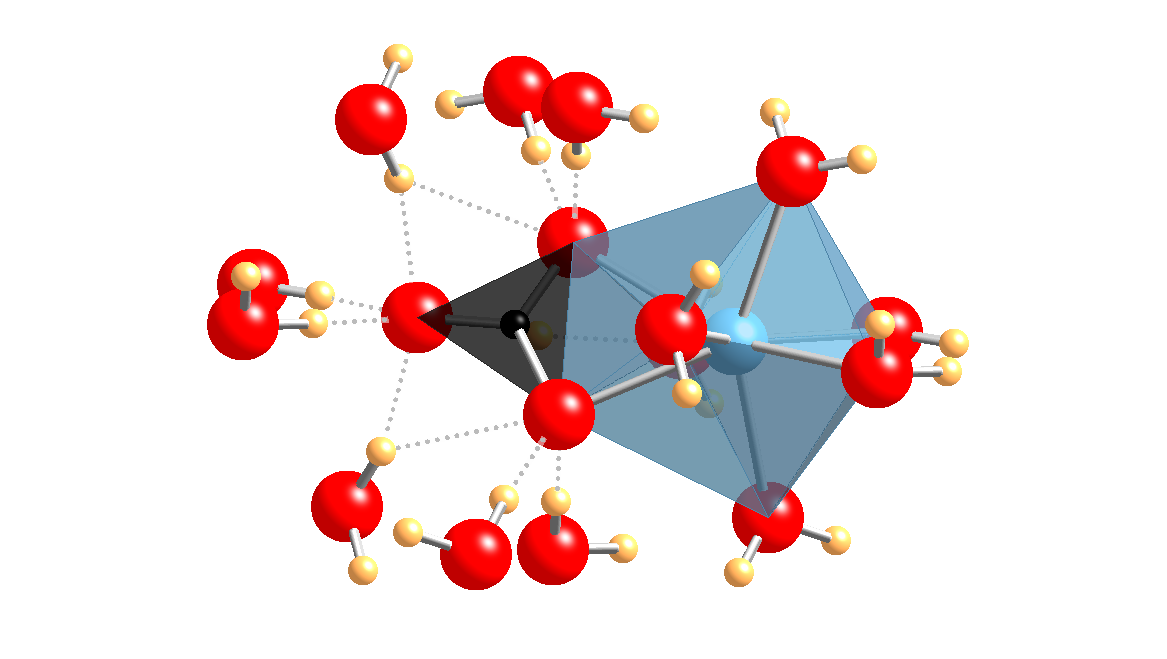
イオンのペア (Ca^{2+}CO_{3}^{2-})^{0} と水分子の籠。イカ石の結晶構造の一部。Ca（青）は、炭酸基（黒）および水分子の酸素原子（赤）と12面で配位結合しており、水分子の水素原子（黄）と炭酸基の酸素原子は水素結合（点線）をしている。

イカ石の結晶は、単斜晶系であり、空間群は C2/c である。格子パラメータは a~8.87A, b~8.23A, c~11.02A, ß~110.2°。イカ石の構造は、イオンのペア (Ca2+CO32-)0 を、かご状の水分子が水素結合で取り囲んでおり、イオンのペアとペアの間の独立を保っている。

### 安定性
合成イカ石は、Pelouze によって19世紀には発見されていた。イカ石は適度な圧力でのみ熱力学的に安定であり、地表近くでは常に準安定状態である。しかし、イカ石は自然界に比較的普通に発見できることから、その結晶核生成や成長の条件は、さほど特殊なものでは無いと考えられる。条件としてはまず冷たい水が必要である。またおそらく、リン酸イオンなどが無水炭酸カルシウム（方解石、霰石、ファーテル石）の核生成を阻害し、イカ石の形成と保存を助けていると思われる。おそらく、炭酸カルシウム水溶液が、イオン状態を保ったまま高濃度に濃縮されることが、熱力学的に安定な範囲外でイカ石の核形成が発生する理由であろう。冷水から取り出すと、イカ石はすみやかに崩壊し、一水方解石もしくは無水和物の炭酸カルシウムと水に分解される。このためイカ石は "the melting mineral"（融ける鉱物）と言われる。

### 仮晶

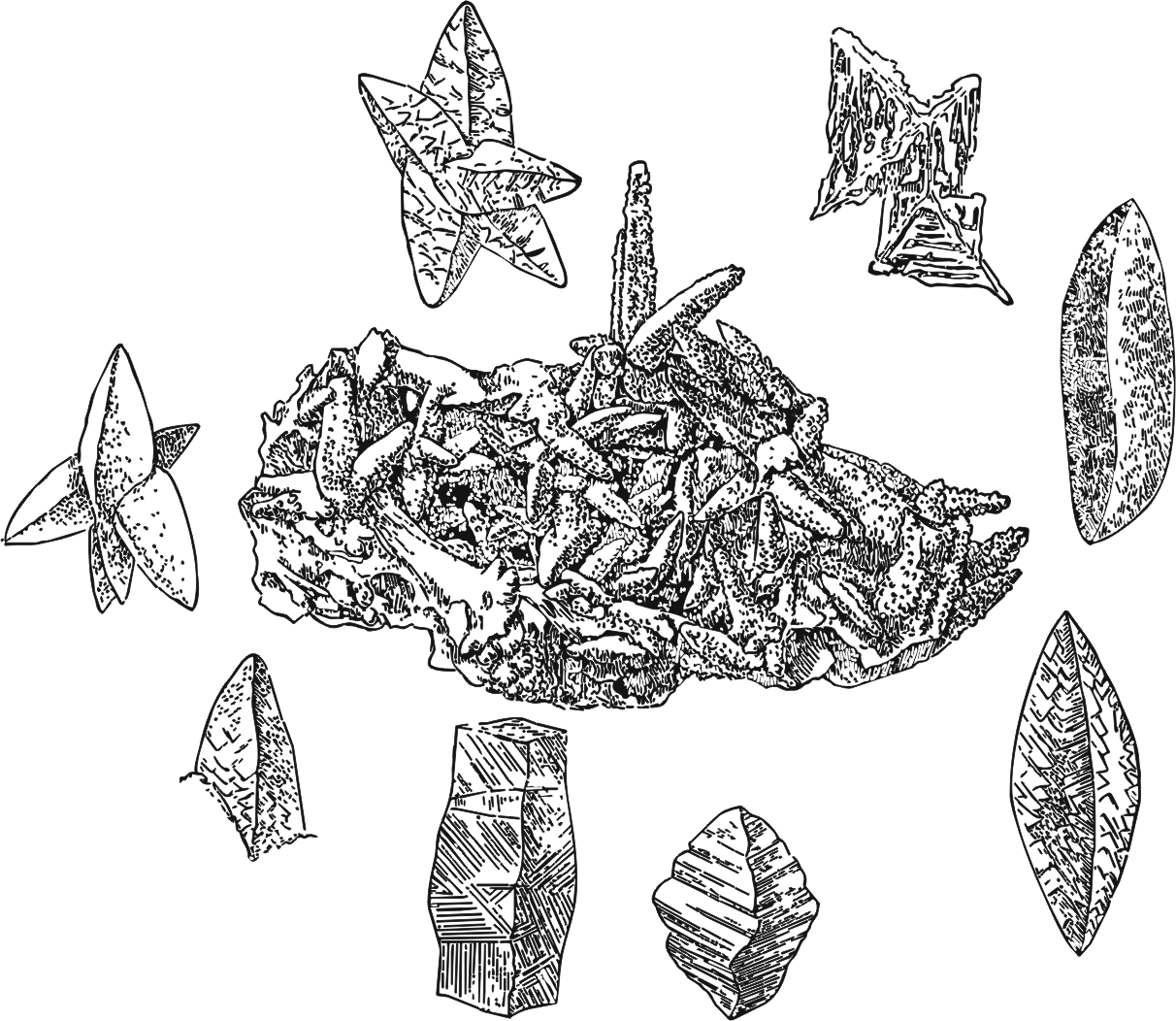
モノ湖周辺で観察されたThinolite。

過去の地球に存在したイカ石は、異相の炭酸カルシウム鉱物に変化した仮晶を通じて存在が確認される。仮晶のもととなった鉱物を一意に決定するのは難しいのだが、各地でそれぞれの名で呼ばれている仮晶について、もともとはイカ石だったという証拠が見つかっている。
- グレンドン石（Glendonite） - ニューサウスウェールズ州Glendonより。
- Thinolite - ギリシア語 Thinos = 渚。カリフォルニアモノ湖[22][20]湖畔で発見される、変わった形態の炭酸カルシウムである。この湖や周辺の湖は、現在では乾燥地帯に囲まれているが、氷期の終わり頃にあった氷河湖の一部であった。当時においてはイカフィヨルドと似た環境で、大きなイカ石の成長が可能だったと考えられる。
- Jarrowite - ノーサンバーランドJarrowより[23][24]。
- Fundylite - ノバスコシア州Fundy湾より。
- Gersternkorner - ドイツ語で「大麦粒」。
- 玄能石[11]
- Molekryds - ユトランド半島Mors島。
- Pseudogaylussite - ゲイリュサック石（英語版）的な外観より。
- White Sea hornlets - コラ半島の白海より。

イカ石やその仮晶は、海中、淡水、河口付近などから発見されている。
環境の共通点としてはまず冷たい温度が挙げられる。しかし、方解石などの無水炭酸カルシウムの形成を阻害する化学物質などの存在も必要であると思われる。イカ石は、冬の北海道の塩湖でも形成されたとの報告がある。
熱帯地方でも深海には冷水が存在するので、イカ石は緯度によらず形成可能である。しかし、イカ石仮晶の存在は、水が0度近いことを表す古気候の温度指標として使われている。

## 同位体地球科学
同位体地球化学により、鉱物を形成する要素の起源についての情報が得られる。イカ石と仮晶の同位体組成は活発に調査されている。イカ石中の炭素同位体比 13C / 12C と、自然標準状態の同位体比を比較することで、イカ石の形成に使われた炭素プール（有機的・無機的を含む）を決定することができる。いくつかの研究によれば、酸化メタンが、現代のイカ石と、高緯度の海底層のグレンドン石の両方の原料であることがわかった。また、酸素の同位体比 18O / 16O は環境の温度や緯度によって変わるが、これから、グレンドン石が氷点に近い水中で形成されたことが示され、イカ石の形成条件と一致していることがわかった。